# Ian Maxtone-Graham
Ian Howes Maxtone-Graham, né le 3 juillet 1959 à New York, est scénariste et producteur de télévision américain. Il a écrit pour Saturday Night Live (1992-1995) et Les Simpson (1995-aujourd'hui), et a également servi de producteur, de codirecteur et de producteur de consultation des Simpson.

## Biographie
Maxtone-Graham est né à New York, il est le fils de l'historien et auteur John Maxtone-Graham et de l'écrivaine Katrina Maxtone-Graham (née Kanzler), et le petit-neveu de l'auteur et poète britannique Joyce Maxtone-Graham. Son plus jeune frère est Guy Maxtone-Graham, un auteur et acteur pour Beavis et Butthead.
Il a étudié à l'université Brown, contrairement à une grande partie de ses équipiers des Simpson, qui sont allés à Harvard. Tandis qu'à Brown, il écrit la revue de l'université, puis en devint rédacteur en chef. Il a obtenu son diplôme en janvier 1983.
Maxtone-Graham est un triathlète, et nage avec l'équipe de maîtres d'UCLA. Il pratique également le kayak.

## Carrière

### Saturday Night Live
Lors de sa collaboration à Saturday Night Live, Maxtone-Graham coécrivit la première version de la chanson de Chanukah avec Adam Sandler. Maxtone-Graham a, par le passé, vidé une tasse d'eau sur la tête de Norm MacDonald qui fumait dans le bureau de rédaction, et qui a répondu par un coup de poing. Maxtone-Graham a eu l'intention de  poursuivre en justice MacDonald, et la NBC pour ne pas imposer la politique non-fumeurs, mais finalement ne l'a pas fait.

### Les Simpson
Maxtone-Graham a été l'un des nombreux auteurs recrutés pour les scénarios des  Simpson. Il a rejoint l'équipe dans la septième saison (bien qu'il ait seulement commencé à en écrire des épisodes d'écriture dans la huitième saison) et a depuis écrit quelques épisodes importants, tels que celui où Maude Flanders meurt. En 2005, il a gagné le trophée décerné par le Writers Guild of America (association des scénaristes des États-Unis). En 2007, il a également gagné un Annie pour un épisode.
Cependant, Maxtone-Graham est également devenu impopulaire parmi des fans des Simpson sur le net. L'animosité s'est déclarée en 1998, quand il a déclaré qu'il n'avait jamais regardé l'émission avant d'y avoir travaillé. Dans la même entrevue, il a constaté l'approche quelque peu nonchalante des auteurs de Simpson (indiquant, par exemple, qu'ils ont parfois confondu Rod et Todd) avec la hantise apparente des fans d'Internet avec la continuité, et a remarqué, « c'est pour cela qu'ils sont sur internet et nous dans l'écriture des émissions. » L'intervieweur, Charlotte O'Sullivan, a exprimé son malaise lorsqu'il affirma qu'il n'y avait pas souvent d'auteures féminines dans le personnel d'écriture, dans les tendances de l'émission, l'humour masculin de Bart et d'Homer dominait celui des personnages de Marge et de Lisa.
La conception du personnage de « l'homme très grand »  des Simpson est fondée sur Maxtone-Graham, qui mesure 2,03 m.

## Filmographie

### Scénariste

#### PourLes Simpson
| Année | Titre                           | Titre original                         | Saison | Épisode | Réalisateur          |
| ----- | ------------------------------- | -------------------------------------- | ------ | ------- | -------------------- |
| 1996  | Le Fils indigne de M. Burns     | Burns, Baby Burns                      | 8      | 4       | Jim Reardon          |
| 1997  | Homer contre New York           | The City of New York vs. Homer Simpson | 9      | 1       | Jim Reardon          |
| 1998  | Pour quelques milliards de plus | The Trouble with Trillions             | 9      | 20      | Swinton O. Scott III |
| 1998  | Vive les éboueurs               | Trash of the Titans                    | 9      | 22      | Jim Reardon          |
| 1998  | Lisa a la meilleure note        | Lisa Gets an "A"                       | 10     | 7       | Bob Anderson         |
| 1999  | Une récolte d'enfer             | E-I-E-I-(Annoyed Grunt)                | 11     | 5       | Bob Anderson         |
| 2000  | Adieu Maude                     | Alone Again, Natura-diddily            | 11     | 14      | Jim Reardon          |
| 2001  | Tennis la malice                | Tennis the Menace                      | 12     | 12      | Jen Kamerman         |
| 2001  | La Vieille Peur d'Homer         | The Blunder Years                      | 13     | 5       | Steven Dean Moore    |
| 2002  | La Nouvelle Marge               | Large Marge                            | 14     | 4       | Jim Reardon          |
| 2003  | Le Tube qui tue                 | Dude, Where's My Ranch?                | 14     | 18      | Chris Clements       |
| 2004  | Attrapez-nous si vous pouvez    | Catch 'Em If You Can                   | 15     | 18      | Matthew Nastuk       |
| 2005  | La Grande Malbouffe             | The Heartbroke Kid                     | 16     | 17      | Steven Dean Moore    |
| 2006  | L'Histoire apparemment sans fin | The Seemingly Never-Ending Story       | 17     | 13      | Raymond S. Persi     |
| 2007  | 24 Minutes                      | 24 Minutes                             | 18     | 21      | Raymond S. Persi     |
| 2008  | Souvenirs dangereux             | Dangerous Curves                       | 20     | 5       | Matthew Faughnan     |
| 2009  | Maggie s'éclipse                | Gone Maggie Gone                       | 20     | 13      | Chris Clements       |
| 2010  | La Couleur jaune                | The Color Yellow                       | 21     | 13      | Raymond S. Persi     |
| 2011  | Les Langues du scorpion         | The Scorpion's Tale                    | 22     | 15      | Matthew Schofield    |
| 2012  | Problèmes gênants               | How I Wet Your Mother                  | 23     | 16      | Lance Kramer         |
| 2013  | Super Zéro                      | Dark Knight Court                      | 24     | 16      | Mark Kirkland        |
| 2014  | Le Prix de la lâcheté           | The Yellow Badge of Cowardge           | 25     | 22      | Timothy Bailey       |

#### Autre
- 1983-1987 : Not Necessarily the News (20 épisodes)
- 1985 : The Motown Revue Starring Smokey Robinson
- 1992-1995 : Saturday Night Live (60 épisodes)
- 2007 : Les Simpson, le film
- 2015 : Spring Break Chain Gang

### Producteur
- 1995-2014 : Les Simpson (349 épisodes)
- 2002 : Une nana au poil
- 2013-2014 : Dads (9 épisodes)
- 2015 : Man Seeking Woman (2 épisode)